# Суперкрихітки
«Суперкрихітки» (англ. The Powerpuff Girls) — американський дитячий анімаційний серіал, створений Крейґом МакКрейкеном для телеканалу Cartoon Network. Початий в 1998 році, тривав до 2005, отримав кілька відгалужень і в 2016 році — перезапуск. Оповідає про пригоди трьох дівчаток-супергероїнь, Квіточки, Бульбашки і Пелюсточки, які захищають місто Таунсвіль від різноманітних лиходіїв.
Серіал має мінімалістичний стиль, заснований на поп-арті 1950-60 років, зокрема Девіда Гокні.

## Сюжет
Одного разу професор Ютоній хотів створити ідеальних дівчаток, змішавши «цукор, спеції та всілякі чудові речі». Однак випадково він влив до чаші «речовину X», в результаті з'явилися три Суперкрихітки, наділені незвичайними можливостями, котрі стали на захист рідного міста Таунсвіль. 

## Основні персонажі
- Професор Ютоній (англ. Professor Utonium) — творець і названий батько Суперкрихіток, вчений і винахідник. При своїй доброті та розумі в дитинстві навпаки був хуліганом і не цікавився науками.
- Квіточка (англ. Blossom) — дівчинка з рудим волоссям, рожевими очима й одягом. Вона — лідер команди і найвідважніша з Суперкрихіток. Вирізняється найбільшою відповідальністю, тому спершу обдумує план дій. Вирішує суперечки між сестрами, маючи з-поміж Суперкрихіток найбільше досвіду. Більшою мірою представляє «всілякі чудові речі».
- Бульбашка (англ. Bubbles) — Суперкрихітка з жовтим волоссям, блакитними очима й одягом. Любить тварин і вміє з ними розмовляти, а також залюбки малює. Від суміші Ютонія перейняла найбільше цукру, тому вона добра, наївна і радісна.
- Пелюсточка (англ. Buttercup) — дівчинка з чорним волоссям і зеленими очима, котра носить зелений одяг. Вона дратівлива, зухвала і не любить займатися «дівчачими» справами. Проблеми полюбляє вирішувати грубою силою, не цураючись битися особисто. Це обумовлено більшою кількістю спецій.
- Мер (англ. Mayor) — старий і не вельми розумний міський голова Таунсвілю. Зображається як невисокий, лисий, з великими сивими вусами та в костюмі зі стрічкою, де написано «мер». Хоча він не має досить кмітливості й сміливості, проте щиро бажає робити добро для свого міста. Усунення більшості загроз доручає Суперкрихіткам, для чого має в своєму кабінеті спеціальний телефон. Має молоду рудоволосу секретарку Сару Беллум, лице якої ніколи не видно в кадрі. Більшість роботи з турботи про місто на практиці доводиться виконувати саме їй.
- Місіс Кін (англ. Ms. Keane) — молода вчителька в школі «Старі дубки», де вчаться Суперкрихітки. Виступає чуйною і мудрою наставницею для учнів. Зустрічалася з професором Ютонієм, однак їхні стосунки не склалися, оскільки Кін не повірила в дивовижну історію, яка з ним сталася.
- Моджо Джоджо (англ. Mojo Jojo) — головний лиходій Таунсвілю, зелена мавпа, що була асистентом і піддослідним Ютонія. Саме Джоджо став причиною появи Суперкрихіток, коли штовхнув професора у відповідальний момент. Володіє великим мозком, який отримав в ході випадку з «речовиною X», вміє конструювати руйнівні механізми. Відчуваючи себе непотрібним і нікчемним поряд із Суперкрихітками, став їхнім противником і прагне захопити світ, почавши з Таунсвілю. Носить чалму, під якою ховає мозок, і фіолетовий плащ задля зловісного вигляду.
- ВІН (англ. HIM) — демонічний лиходий, подібний на диявола, що має червону шкіру, борідку, клешні та дивно одягається, нагадуючи одночасно чоловіка і жінку. Цей лиходій багато уваги приділяє власній зовнішності, володіє зловісним повільним голосом. Його метою є лише сіяти хаос і руйнування, а справжнє ім'я вважають таким страшним, що воліють називати просто ВІН.
- Пушок Лампкін (англ. Fuzzy Lumpkins) — кумедний з вигляду лиходій, невідомого виду істота, покрита рожевим пухом і з двома антенами на голові. Одягається наче хіллі-біллі в джинсовий комбінезон і солом'яний капелюх. Попри вигляд, Пушок жадібний і готовий знищити будь-кого, хто, як йому здається, загрожує його власності.
- Принцеса Морбакс (англ. Princess Morbucks) — багата вередлива дівчинка, що вихваляється статками своє сім'ї та дорогими речами. Її прізвисько англійською звучить як «ще грошей». Вчиться в школі «Старі дубки» разом з іншими дітьми Таунсвілю, зверхньо до них ставлячись і не бажаючи спілкуватися зі звичайними учнями[2].

## Пов'язані твори

### Телебачення
- «Demashita! Powerpuff Girls Z» — японський спін-оф, аніме-серіал, заснований на оригінальному серіалі та випущений в 2006 році[3].
- «The Powerpuff Girls Rule!!!» — спеціальний епізод, випущений у 2008 році з нагоди десятої річниці початку серіалу.
- «Powerpuff Girls: Dance Pantsed» — спеціальний епізод 2014 року[4].
- «The Powerpuff Girls» — перезапуск 2016 року. Українською відомий як «Круті дівчиська»[5].

### Кіно
- «The Powerpuff Girls Movie» — повнометражний фільм-приквел 2002 року. Детальніше оповідає про появу Суперкрихіток і як вони вирішили стати захисницями Таунсвілю[6].

### Відеоігри
За мотивами серіалу та його спін-офу створено понад десяток відеоігор різних жанрів для різних платформ. Першою стала платформер The Powerpuff Girls: Bad Mojo Jojo для Game Boy Color, випущена в 2000 році.